# خطري أدوه
خطري أدوه كان الرئيس المؤقت للجمهورية العربية الصحراوية الديمقراطية خلفا للرئيس محمد عبد العزيز حيث كان يشغل سابقا رئيسا للمجلس الوطني الصحراوي اذ ينص الدستور الصحراوي أن الرئاسة تنتقل لرئيس البرلمان في حال وفاة رئيس الجمهورية وهو خريج دبلوم ماجستير محاسبة ومالية من جامعة الجزائر.

## المناصب التي تولاها
- وزير الداخلية 1992
- وزير الاقتصاد الوطني 1996
- رئيس المجلس الوطني الصحراوي 1999
- رئيس الجمهورية المؤقت 2016